# Intrigo : Mort d'un auteur
Série Intrigo
Intrigo : Chère Agnès
(2019)
Pour plus de détails, voir Fiche technique et Distribution.
Intrigo : Mort d'un auteur, (Intrigo: Death of an Author) est un thriller helvético-germano-américain coécrit et réalisé par Daniel Alfredson,,, sorti en 2018. Il s'agit d'une adaptation cinématographique d'une série de nouvelles de l'auteur suédois Håkan Nesser.

## Synopsis
Dans sa villa perdue sur une île grecque, le célèbre romancier Alex Henderson (alias Germund Rein) reçoit la visite d'un apprenti écrivain, Henry Maertens (alias David Schwarz), venu chercher les conseils littéraires du maître. Notamment sous l'influence de «Gilliam's Temptation», une œuvre de jeunesse de Henderson, Schwarz lui raconte les grandes lignes de son futur roman qui narre l'histoire d'un auteur, David, dont l'épouse, Eva, lui annonce qu'elle le quitte pour un autre homme, un psychiatre, et qu'elle est également enceinte de lui. Furieux, pour se venger, David décide de saboter les freins de la voiture de sa femme pour maquiller son meurtre en accident. Or, ni sa voiture ni son cadavre ont été retrouvés. Excité et intrigué, Henderson le soupçonne de s'être inspiré de sa propre vie pour écrire son livre. Pourtant, en réalité, sa compagne est portée disparue depuis des années. Chargé de traduire un manuscrit de l'auteur réputé Germund Rein, il a également reçu une lettre avec le manuscrit dans laquelle ce dernier indique que le livre ne peut pas être publié dans sa langue d'origine. David se met au travail et se rend vite compte que Rein s'est apparemment suicidé. C'est alors qu'il découvre dans ses écrits des parallèles étranges avec sa propre vie, y compris sa femme disparue dans les Alpes.

## Fiche technique
Sauf indication contraire, les informations mentionnées dans cette section peuvent être confirmées par la base de données cinématographiques Allociné,  présente dans la section « Liens externes ».
- Titre original : Intrigo: Death of an Author
- Titre français : Intrigo : Mort d'un auteur
- Réalisation : Daniel Alfredson
- Scénario : Daniel Alfredson et Birgitta Bongenhielm
- Photographie : Paweł Edelman
- Montage : Håkan Karlsson
- Musique : Anders Niska et Klas Wahl
- Producteurs : Rick Dugdale, Thomas Peter Friedl et Uwe Schott
- Sociétés de production : Intrigo pictures, The Amazing Film Company, Umedia et Seine Pictures
- Sociétés de distribution : Lionsgate
- Pays d'origine :  Allemagne,  Suisse,  États-Unis
- Langue originale : anglais
- Format : couleur - 2.35:1
- Genre : thriller
- Durée : 106 minutes
- Dates de sortie :
  -  Allemagne : 11 octobre 2018
  -  États-Unis : 17 janvier 2020
  -  France : 12 mai 2021 (VOD)

## Distribution
- Benno Fürmann (VF : Charles Mendiant) : Henry Maertens / David Schwarz
- Ben Kingsley (VF : Antoine Tomé) : Alex Henderson
- Tuva Novotny (VF : Isabelle Desplantes) : Eva Schwarz
- Michael Byrne : Keller
- Veronica Ferres (VF : Murielle Naigeon) : Judith Kerr
- Daniela Lavender (VF : Nayéli Forest) : Mariam Kadhar
- Tor Clark (VF : Estelle Dehon) : Doris
- David Lowe (VF : Emmanuel Fouquet) : Edgar Looft
- Jason Riddington : Otto Gerlach
- Sandra Dickinson (VF : Elisabeth Frémondière) : Madame H.
- Angus Kennedy (VF : Jean-Pierre Leblan) : Mort
- Annamaria Serda (VF : Estelle Darazi) : Agent
- Elizabeth Counsell : Madame Bloeme
- Clarence Smith (VF : Rody Benghezala) : procureur
- Ed Cooper Clarke : Thomas Neumann-Hansen